# La Baja
La Baja es una localidad de Trinidad y Tobago, que forma parte de la región de Tunapuna-Piarco.

## Geografía
La localidad abarca parte de la isla Trinidad y limita al norte con La Seiva Village, al sur con St. Joseph y La Mango Village y Mount St. Benedict, al este con St. John's Village y al oeste con Petit Curucaye (localidad perteneciente a la región de San Juan-Laventille).

## Demografía
Datos demográficos de la localidad de La Baja:
| Gráfica de evolución demográfica de La Baja entre 2000 y 2011 |
|                                                               |